# Dia Internacional dels Afrodescendents
El Dia Internacional dels Afrodescendents se celebra el 31 d'agost des de l'any 2021. Va ser instaurat per l'Organització de les Nacions Unides, mitjançant la resolució 75/170 del 16 de desembre de 2020, després d'una proposta impulsada per la vicepresidenta de Costa Rica, Epsy Campbell Barr.

## Història
A l'agost de 1920 es va celebrar a Nova York la Primera Convenció Internacional dels Pobles Negres del Món i com a resultat de les discussions, dirigides per Marcus Garvey amb milers de delegats de diferents països, es va adoptar la "Declaració dels Drets dels Pobles Negres del Món".

L'article 53 d'aquesta Declaració va proclamar el 31 d'agost de cada any com un dia internacional per a homenatjar els pobles negres. No obstant, aquesta data mai havia estat adoptada per cap organisme internacional. Per això, la vicepresidenta de Costa Rica, Epsy Campbell Barr, qui fou la primera dona afrodescendent en ser electa per ocupar aquest càrrec en el continent americà, va anunciar a l'agost la presentació de la iniciativa en un vídeo publicat per diversos mitjans de comunicació.

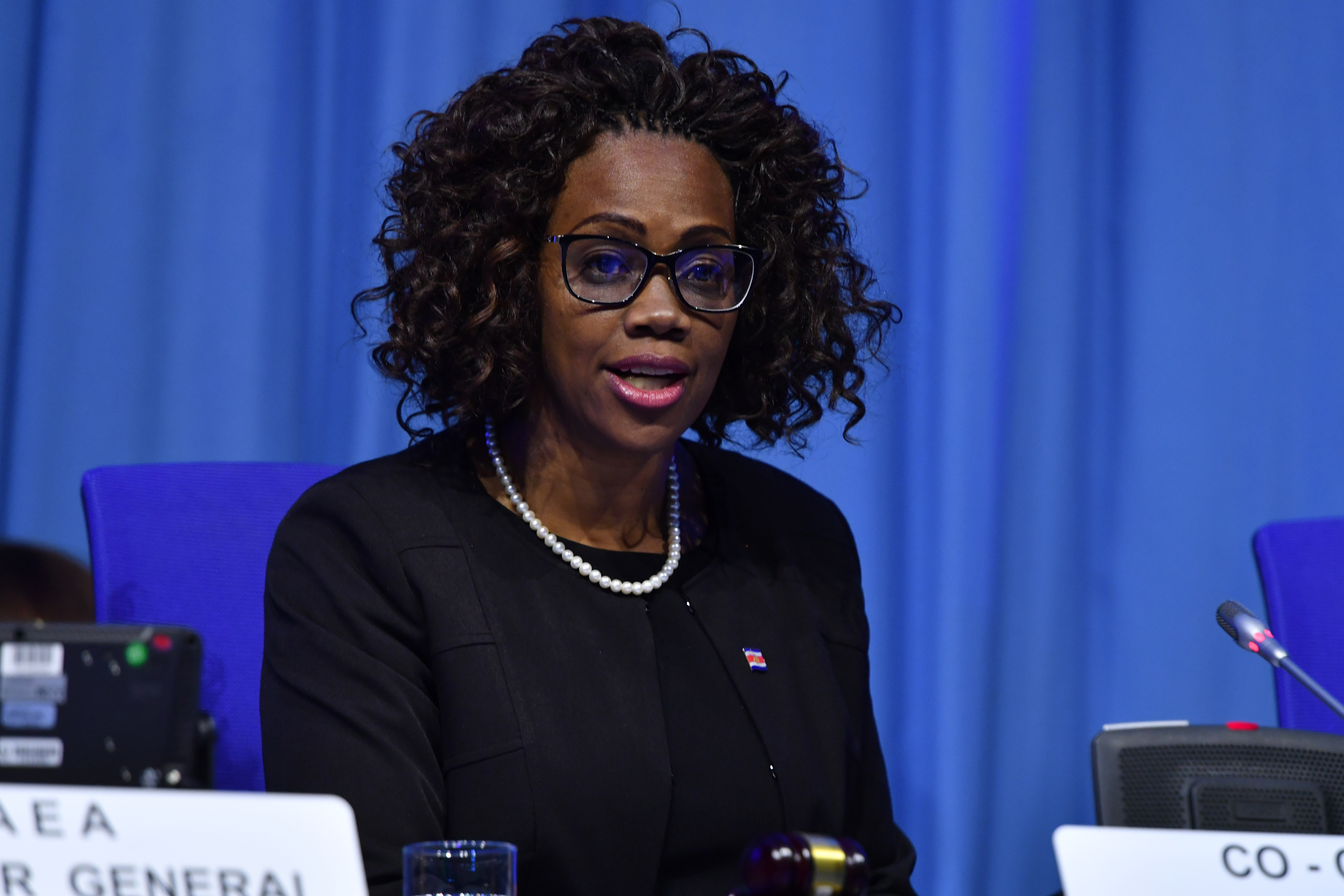
Epsy Campbell Barr, impulsora de la proposta (2018).

La Missió Permanent de Costa Rica davant les Nacions Unides a Nova York va presentar, el 4 de novembre de 2020, el projecte de resolució davant del Tercer Comitè de l'Assemblea General de les Nacions Unides. Al principi, el text comptava únicament amb el suport d'Antigua i Barbuda, Belize, El Salvador, Guatemala, Hondures, Panamà i el Perú, per la qual cosa es van intensificar les jornades de diàleg i negociacions amb les altres delegacions.
Tan sols unes setmanes després, el 19 de novembre de 2020, l'Ambaixador costa-riqueny Rodrigo Alberto Carazo va pronunciar un emotiu discurs davant el fòrum per a presentar el projecte. Sorprenentment, la resolució va sumar el copatrocini de més de 50 països de totes les regions del món.
Després de ser adoptada per aclamació, la delegació dels Estats Units va ser l'única que va fer ús de la paraula per a desassociar-se del paràgraf preambular cinc del projecte de resolució A/C.3/75/L.51/REV.1. Aquest paràgraf remarcava la resolució 43/1 del Consell de Drets Humans del 3 de juny de 2020 amb motiu de l'assassinat de George Floyd, en la qual el Consell va condemnar enèrgicament "la persistència entre les forces de l'ordre de pràctiques violentes i discriminatòries de caràcter racista i l'ús excessiu de la força contra els africans i els afrodescendientes". Així mateix, criticava el racisme estructural del sistema de justícia penal a tot el món. Aquesta resolució va ser qüestionada per l'Administració del President Donald Trump, en veu del Secretari d'Estat, Mike Pompeo. La inclusió d'aquesta referència, en suport al moviment Black Lives Matter, va suposar que els estatunidencs no recolzessin la proposta, tot i que tampoc s'hi van oposar formalment.
El 16 de desembre de 2020 el projecte de resolució, que havia estat prèviament acollit pel Tercer Comitè, va ser exposat en el ple de l'Assemblea General de l'ONU, on va ser aprovat per aclamació.